# Interleucina 17

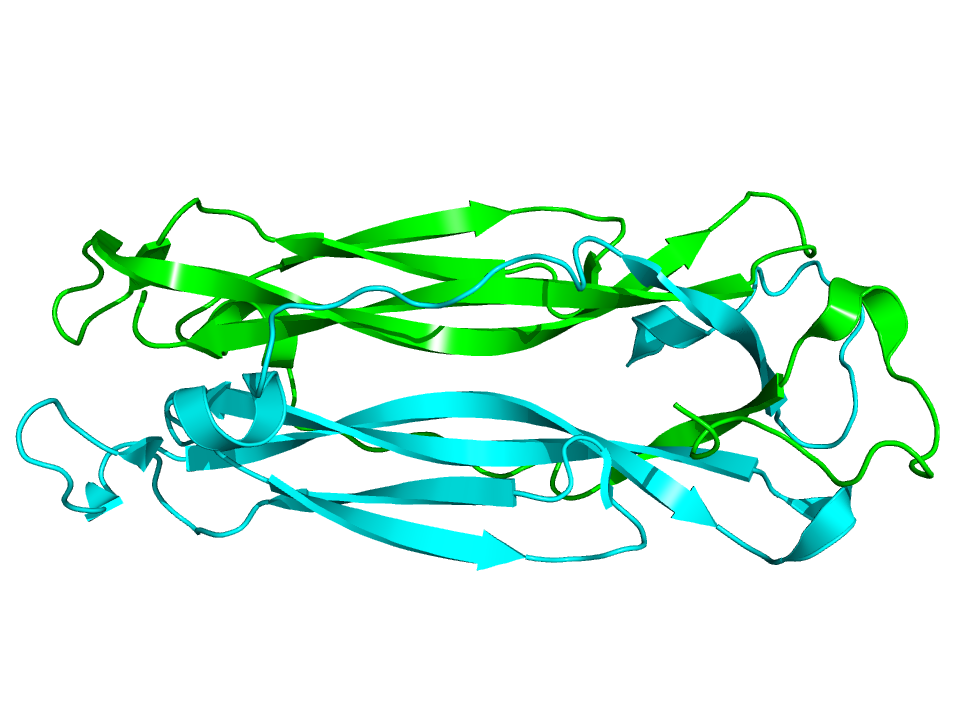
Estrutura cristalográfica de IL-17F dimérica

A interleukine 17 (IL-17 ou IL-17A) é uma citocina da família das citocinas IL-17. IL-17A foi originalmente identificada como um transcrito de um determinado hibridoma de célula T hybridome de roedor. A IL-17A age nos tecidos através de um receptor constituído pelas subunidades  IL-17RA e IL-17RC, induzindo a secreção de quimiocinas como a interleucina 8, que permitem o recrutamento de neutrófilos.

## Família de citocinas IL-17
A família de citocinas IL-17  compreende seis membros: IL-17A, IL-17B, IL-17C, IL-17D, IL-17E e IL-17F. Essas citocinas possuem em comum a presença de resíduos de cisteína particulares. A-17F possui a maior homologia em resíduos de aminoácidos com IL-17A (50 %) enquanto a IL-17E possui a menor homologia (16 %). A IL-17A e a IL-17F são produzidas por uma subpopulação de linfócitos T auxiliares denominados linfócitos Th17 (por analogia com os linfócitos Th1 e Th2.)
Há 5 receptores de IL-17 identificados até hoje, denomindados de IL-17RA a IL-17RE.

## Papel da l'IL-17A
A IL-17A parece possuir um papel importante no curso de infecções por bactérias extracelulares como Klebsiella pneumoniae ou leveduras como Candida albicans. De forma lógica, anomalias no receptor para essa citocina estão relacionadas a maior susceptibilidade à essas infecções. No homem, diversas mutações genéticas levam à defeitos na produção ou transdução de sinal por IL-17A. Essas mutações são associadas com candidoses cutaneomucosas e,  em menor grau, a infecções por Staphylococcus aureus. Um papel da IL-17A já foi demonstrado também em modelos murinos experimentais de diversas patologias auto-imunes a (esclerose múltipla, artrite reumatóide, psoríase) e nas doenças crônicas inflamatórias intestinais. 

## Alvo terapêutico
Diversos estudos clinícos baseados na utilização de anticorpos monoclonais bloqueadores dessa citocina, tanto diretamente (como o ixekizumab) ou através do receptorr (como o brodalumab),foram realizados ou estão em curso.